# Gheorghe Fiat
Gheorghe Fiat (Reşiţa, 14 de enero de 1929-Craiova, 22 de agosto de 2010) fue un boxeador rumano. Fue medallista de bronce en los Juegos Olímpicos de Helsinki de 1952 en la categoría de peso ligero. Se introdujo en el boxeo gracias a su hermano Peter. Aparte de la medalla olímpica, se proclamó en siete veces campeón nacional. Se retiró en 1957 y tuvo una larga trayectoria como entrenador en el club del Steaua de Bucarest y como organizador de torneos de boxeo para jóvenes.